# Jānis Strenga
Jānis Strenga (Sigulda, Lett SZSZK, Szovjetunió, 1986. február 5. –) olimpiai bajnok lett bobos.

## Élete
A 2012-es junior világbajnokságon férfi kettesben, és férfi négyesben egyaránt az első helyen végzett. 2012-ben, a németországi Altenbergben rendezett Európa-bajnokságon a hetedik, 2013-ban Iglsben a kilencedik, míg 2014-ben a königssee-i eb-n a negyedik helyet szerezte meg magának. A 2011-es königssee-i világbajnokságon a 15., két évvel később St. Moritzban a 16. helyen zárta a férfi négyesek versenyét. 2012-ben, a Lake Placid-i vb-n kizárták a versenyből.
A 2014-es szocsi téli olimpia férfi négyes bobversenyében – az Oskars Melbārdis, Daumants Dreiškens, Arvis Vilkaste összeállítású csapattal a második helyen végzett. 2017-ben az előttük végző orosz versenyzők kizárása miatt utólag aranyérmet kapott.